# Длинноязыкие крыланы
Длинноязыкие крыланы (лат.  Macroglossusinae) — подсемейство рукокрылых семейства крылановых. Включает пять видов из двух родов: Macroglossus и Syconycteris. Ранее к этому подсемейству также относили роды Eonycteris (отнесён к подсемейству Rousettinae), Melonycteris и Nesonycteris (отнесены к подсемейству Pteropodinae) и Notopteris (выделен в монотипное подсемейство Notopterisinae).

## Описание
Имеют мелкие и средние размеры. Длина тела варьирует в пределах 49—97 мм, предплечье - 37—61 мм. Масса тела от 13 до 47 г. Морда вытянутая, отклонена книзу по отношению к базикраниальной оси. Зубы плохо развиты. Язык сильно удлинённый с длинными волосовидными сосочками на конце. Хвост, межбедренная перепонка и шпоры либо редуцированы (у Macroglossus), либо отсутствуют (у Syconycteris). Питаются нектаром.